# Edu Expósito
Edu Expósito (Barcelona, 1996. augusztus 1. –) spanyol labdarúgó, az Espanyol középpályása.

## Pályafutása
Expósito a spanyolországi Barcelona városában született. Az ifjúsági pályafutását a Cubelles, a Vilanova és a Gavà csapataiban kezdte, majd 2014-ben a Damm akadémiájánál folytatta.
2015-ben mutatkozott be a Deportivo La Coruña tartalék, majd 2017-ben az első osztályban szereplő felnőtt csapatában. 2019-ben az Eibarhoz igazolt. Először a 2019. augusztus 17-ei, Mallorca ellen 2–1-re elvesztett mérkőzés 32. percében, Gonzalo Escalante cseréjeként lépett pályára. Első gólját 2019. szeptember 29-én, a Celta Vigo ellen 2–0-ra megnyert találkozón szerezte meg. 2022. augusztus 8-án ötéves szerződést kötött az Espanyol együttesével. 2022. augusztus 13-án, szintén a Celta Vigo ellen idegenben 2–2-es döntetlennel zárult bajnoki 56. percében, Fernando Calerot váltva debütált, majd 16 perccel később meg is szerezte első gólját a klub színeiben.

## Statisztikák
2022. november 12. szerint
| Klub                | Szezon   | Osztály          | Bajnokság | Bajnokság | Kupa és Ligakupa | Kupa és Ligakupa | Nemzetközi | Nemzetközi | Összesen | Összesen |
| Klub                | Szezon   | Osztály          | Meccs     | Gól       | Meccs            | Gól              | Meccs      | Gól        | Meccs    | Gól      |
| ------------------- | -------- | ---------------- | --------- | --------- | ---------------- | ---------------- | ---------- | ---------- | -------- | -------- |
| Deportivo La Coruña | 2016–17  | La Liga          | 1         | 0         | 0                | 0                | —          | —          | 1        | 0        |
| Deportivo La Coruña | 2017–18  | La Liga          | 3         | 0         | 2                | 0                | —          | —          | 5        | 0        |
| Deportivo La Coruña | 2018–19  | Segunda División | 39        | 2         | 1                | 0                | —          | —          | 40       | 2        |
| Deportivo La Coruña | Összesen | Összesen         | 43        | 2         | 3                | 0                | 0          | 0          | 46       | 2        |
| Eibar               | 2019–20  | La Liga          | 35        | 4         | 3                | 0                | —          | —          | 38       | 4        |
| Eibar               | 2020–21  | La Liga          | 31        | 0         | 3                | 0                | —          | —          | 34       | 0        |
| Eibar               | 2021–22  | Segunda División | 42        | 8         | 3                | 1                | —          | —          | 45       | 9        |
| Eibar               | Összesen | Összesen         | 108       | 12        | 9                | 1                | 0          | 0          | 117      | 13       |
| Espanyol            | 2022–23  | La Liga          | 13        | 2         | 1                | 1                | —          | —          | 14       | 3        |
| Összesen            | Összesen | Összesen         | 164       | 16        | 13               | 2                | 0          | 0          | 177      | 18       |

## Fordítás
Ez a szócikk részben vagy egészben  az   Edu Expósito című angol Wikipédia-szócikk fordításán alapul.  Az eredeti cikk szerkesztőit annak laptörténete sorolja fel. Ez a jelzés csupán a megfogalmazás eredetét és a szerzői jogokat jelzi, nem szolgál a cikkben szereplő információk forrásmegjelöléseként.